# Transfert de l'oblast de Crimée de la RSFSR à la RSSU
Le « transfert de l'oblast de Crimée de la RSFSR à la RSSU » ou « protocole no 41 de la réunion du Præsidium du Soviet suprême de la RSFSR », en russe «О передаче Крымской области из состава РСФСР в состав УССР» et «Протокол № 41 заседания Президиума Верховного Совета РСФСР», est un décret du Præsidium du Soviet suprême datant de 1954 dont le contenu transfère la souveraineté de l'oblast de Crimée de la république socialiste fédérative soviétique de Russie (RSFSR) à la république socialiste soviétique d'Ukraine (RSSU), deux républiques socialistes soviétiques de l'Union soviétique.

## Législation
Selon la constitution soviétique de 1936 : Art. 18. — Le territoire des républiques fédérées ne peut être modifié sans leur consentement.
Le texte original en russe constituant le décret du 19 février 1954 rédigé et approuvé par le Præsidium du Soviet suprême est :
« Протокол № 41 заседания Президиума Верховного Совета РСФСР.

5 февраля 1954 г.
Учитывая общность экономики, территориальную близость и тесные хозяйственные и культурные связи между Крымской областью и Украинской ССР, Президиум Верховного Совета РСФСР постановляет:
Передать Крымскую область из состава РСФСР в состав Украинской ССР.

Настоящее постановление внести на утверждение Президиума Верховного Совета СССР. »
qui se traduit en français par :

« Protocole no 41 de la réunion du Præsidium du Soviet suprême de la RSFSR.
5 février 1954.
Compte tenu de la similitude de l'économie, de la proximité territoriale et des liens économiques et culturels étroits entre l'oblast de Crimée et la RSS d'Ukraine, le Præsidium du Soviet suprême décrète :
Le transfert de l'oblast de Crimée de la RSFSR à la RSS d'Ukraine.
Ce décret est soumis à l'approbation du Præsidium du Soviet suprême. »

L'annonce du transfert de l'oblast de Crimée est publiée dans la une de la Pravda du 27 février 1954 sous la forme d'une unique phrase qui se traduit en français par :

« Le décret du Præsidium du Soviet suprême de l'URSS transfère l'oblast de Crimée de la république de Russie à la république d'Ukraine en prenant en compte le caractère intégral de l'économie, la proximité territoriale et les liens économiques étroits unissant l'oblast de Crimée et la république d'Ukraine et approuve la présentation commune du Præsidium du Soviet suprême de la république de Russie et du Præsidium du Soviet suprême de la république d'Ukraine sur le transfert de l'oblast de Crimée de la république de Russie à la république d'Ukraine. »

## Histoire
À l'occasion du 300e anniversaire de la signature du traité de Pereïaslav qui marque le rattachement de l'Ukraine à l'Empire russe, Nikita Khrouchtchev, Premier secrétaire du Comité central du Parti communiste de l'Union soviétique, décide de rattacher l'oblast de Crimée, faisant alors partie de la république socialiste fédérative soviétique de Russie (RSFSR), à la république socialiste soviétique d'Ukraine (RSSU). Ce choix est aussi motivé par la proximité géographique, économique entre la Crimée et l'Ukraine, la réunion de ces deux régions sous une même entité politique facilitant le développement de la péninsule. Ce transfert territorial a pour conséquence de renforcer le nombre de russophones dans la population.
Le texte est rédigé par le Præsidium du Soviet suprême le 5 février 1954 qu'il approuve le 19 février et qu'il publie sur la une de la Pravda du 27 février. Cependant, selon l'article 33 de la constitution soviétique de 1936, ce comité n'a pas la compétence d'approuver un tel texte si bien que son entrée en vigueur prendra plusieurs semaines. Finalement, après la proposition du transfert par le Soviet suprême de la RSFSR, son approbation par le Soviet suprême de l'Union soviétique puis son acceptation par le Soviet suprême de la RSSU, l'oblast de Crimée passe sous contrôle ukrainien effectif le 17 juin 1954.
Soixante ans après le passage de la Crimée sous souveraineté ukrainienne, en marge de l'Euromaïdan, se développe la crise de Crimée au cours de laquelle ce transfert de territoire est dénoncé par le gouvernement et la population de la république autonome de Crimée et de la municipalité de Sébastopol. Ainsi, le 18 février 2014, après plusieurs jours de tensions nationales et internationales impliquant la Crimée, le reste de l'Ukraine, la Russie et de nombreux autres pays dont principalement ceux de l'OTAN, l'intégralité de la Crimée repasse sous contrôle russe de facto avec la création de deux nouveaux sujets fédéraux, la république de Crimée et la ville fédérale de Sébastopol. Cette situation administrative est toutefois vivement dénoncée et non reconnue par l'ensemble des pays à l'exception de la Russie et de la Biélorussie.